# Songs For A New World
Bei Songs For A New World handelt es sich um das Erstlingswerk des US-Amerikaners Jason Robert Brown. In dieser Musical-Revue (oder auch theatralischen Liederzyklus) werden sechzehn Brown-Songs in Szene gesetzt. Gezeigt werden Menschen, die am dramatischen (und traumatischen) Wendepunkt ihres Lebens stehen, konfrontiert damit, sich entscheiden zu müssen, für oder gegen einen nächsten Schritt, den Aufbruch zu wagen in eine ungewisse Zukunft oder im Jetzt zu verharren, im Stillstand, im Tod.
Dabei reicht die Spannweite von Flüchtlingen auf einem spanischen Segelschiff im Jahre 1492 (A new World) über einen Häftling in seiner Zelle (King of the world) bis zur Frau von Santa Claus, die das tägliche Einerlei, die ewigen Lobeshymenen auf „Rudolf das Rentier“ und vor allem die Liebschaften ihres Ehemanns mit den Engelchen nicht mehr erträgt und ihre Koffer packt. (Surabaya Santa)
Die Stilrichtung reicht von Swing über Gospel und Funk bis zu Rhythm and Blues.

## Aufführungen
Die Uraufführung fand am 11. Oktober 1995 im W.P.A. (Workshop of the Players Art) Theatre (Off-Broadway) in New York statt. Regie führte Daisy Prince, die Tochter des Broadwayregisseurs und Produzenten Harold Prince. Das Stück lief dort bis zum 5. November 1995.
 Die deutsche Erstaufführung fand am fünfjährigen Jahrestag der New Yorker Anschläge vom 11. September 2001 in Hamburg statt, wo das Stück vom 11. bis 13. September 2006 gezeigt wurde. Als Aufführungsort wurde die ehemalige Ladeluke 3 des Museumsschiffes „Cap San Diego“ an der Überseebrücke im Hamburger Hafen gewählt. Zu den nachdenklichen Klängen von „The Flagmaker“ einer US-amerikanischen Soldatenfrau zur Zeit des Amerikanischen Unabhängigkeitskriegs fielen hunderte Flugblätter mit den Fotos der Opfer der Terroranschläge des 11. September 2001 von oben auf die Zuschauer herab.

## Cast in Hamburg
2 deutsche Texte von Wolfgang Adenberg
Regie, Ausstattung und Produktion: Daniel Witzke
Darsteller: Charlotte Heinke, Femke Soetenga, Marc Seitz, Volkan Baydar
Band: Carsten Paap (Musikalischer Leiter), Christoph Buskies (Bass), Heinz Lichius (Drums), Yogi Jokusch (Percussion), Oliver Lüdecke (Keyboard)

## Cast in Wien
Österreichische Erstaufführung, 7. Dezember 2013, Off Theater Wien. Komplette Übersetzung von Wolfgang Adenberg, Regie: Caroline Stranka-Frank, Musikalische Leitung: Ronald Sedlaczek.
Darsteller: Ulrike Figgener, Lisa Maria Greslehner, Philipp Dürnberger, Konstantin Zander. 
Band: Ronald Sedlaczek (Klavier), Sebastian Küberl (Bass), Alex Kerbl (Drums & Percussion), Sandra Schennach (Keyboard).

## Übersetzung
Die deutsche Übersetzung stammt von Wolfgang Adenberg und wurde am 6. März 2010 im Rahmen des Kurt-Weill-Festes in Dessau erstaufgeführt.

## Die Stücke
| 1. Akt                                     | 2. Akt                      |
| 1. Opening: The New World                  | 9. The World Was Dancing    |
| 2. On Deck of a Spanish Sailing Ship, 1492 | 10. Surabaya-Santa          |
| 3. Just One Step                           | 11. Christmas Lullaby       |
| 4. I'm Not Afraid                          | 12. King of the World       |
| 5. The River Won't Flow                    | 13. I'd Give It All For You |
| Transition I                               | Transition II               |
| 6. Stars and the Moon                      | 14. The Flagmaker, 1775     |
| 7. She Cries                               | 15. Flying Home             |
| 8. The Steam Train                         | Final Transition            |
|                                            | 16. Hear My Song            |